# آیومی اویا
آیومی اویا (انگلیسی: Ayumi Oya؛ زادهٔ ۸ نوامبر ۱۹۹۴) بازیکن فوتبال اهل ژاپن است.
وی همچنین در تیم ملی فوتبال زنان ژاپن بازی کرده‌است.